# Giovanni Calabrese
Giovanni Calabrese, italijanski veslač, * 30. oktober 1966, Messina.
Calabrese je za Italijo nastopil v dvojnem dvojcu, ki je na Poletnih olimpijskih igrah 2000 v Sydneyju osvojil bronasto medaljo. Njegov soveslač takrat je bil  Nicola Sartori. Pred tem je nastopil že na Poletnih olimpijskih igrah 1996 v Atlanti.